# TRT World
TRT World es un canal público de noticias turco que se emite en inglés las 24 horas del día. Es operado por la Corporación Turca de Radio y Televisión (TRT) y tiene su sede en Estambul. Transmite asuntos de actualidad nacionales y noticias globales desde una perspectiva turca. Además de su sede en Estambul, TRT World tiene centros y estudios de transmisión en Washington D. C., Londres y Singapur. Es miembro de la Asociación para la Transmisión internacional.

## Críticas
La cadena ha recibido críticas relacionadas con su ética periodística, independencia y objetividad. Algunos comentaristas, especialmente en Occidente, la denominan portavoz o brazo propagandístico de la administración del presidente turco Recep Erdoğan. TRT World ha declarado que es financiera y editorialmente independiente del gobierno turco, y que sus actividades de recopilación de noticias y presentación de reportajes son similares a las de otras emisoras financiadas con fondos públicos en todo el mundo, con la misión de mostrar a una audiencia no turca eventos desde un punto de vista turco. Sin embargo, según Reporteros sin Fronteras, en cuanto a libertad de prensa Turquía ocupó el puesto 153 entre 180 países en 2021.
En marzo de 2020, el Departamento de Justicia de los Estados Unidos solicitó que las actividades de TRT World en Washington se registraran como parte de un agente del Gobierno de Turquía involucrado en actividades políticas, en cumplimiento con la Ley de Registro de Agentes Extranjeros contra la propaganda. Los argumentos del canal para defender su independencia fueron rechazados por los funcionarios estadounidenses, quienes encontraron que el gobierno turco «ejerce la dirección y el control de TRT mediante la regulación y supervisión, y controlando su liderazgo, presupuesto y contenido».
En un artículo de opinión de 2019 para el The Washington Post, el director ejecutivo del MEMRI, Steven Stalinsky, describió a TRT World como «un brazo de propaganda del régimen del presidente turco Recep Tayyip Erdoğan», similar al medio ruso RT. Señaló que el canal solo ofreció una cobertura promocional de la ofensiva turca en Siria, mientras que según el Comité para la Protección de los Periodistas el gobierno prohibió la cobertura de noticias críticas a nivel nacional. También instó a los activistas de derechos humanos, periodistas y otros a no aparecer en los programas del canal, tal como no lo hacen en RT.
Tras el intento de golpe de Estado de Turquía de 2016, algunos periodistas recientemente ingresados a la empresa renunciaron. Uno de ellos dijo: «Ya no tengo ninguna esperanza de que este canal se convierta en lo que yo quería que se convirtiera (...) Después del golpe, se hizo muy evidente que el canal no tenía intención de realmente cubrirlo adecuadamente». El editor en jefe en ese momento dijo que «nunca recibió una llamada telefónica de Ankara tratando de amañar la transmisión o darles puntos de conversación».
En marzo de 2020, con la crisis fronteriza de Evros, el gobierno de Grecia alegó que TRT World y otros medios turcos difundieron noticias falsas, uno de ellos siendo el primer ministro de ese país, Kyriakos Mitsotakis, en una entrevista a CNN.